# Az ágon ülő macska meséi
Az ágon ülő macska meséi (eredeti cím: Les Contes du chat perché) 15 részes francia rajzfilmsorozat, amely Marcel Aymé azonos című meséi alapján készült 1993-ban. Jacques Colombat rendezte, zenéjét Tony Rallo szerezte.

## Történet
Két kislány, Delphine és Marinette szüleikkel élnek egy farmon, ahol beszélő állatok laknak és a legkülönfélébb kalandokba kerülnek.

## A főcímdal szövege
Amit itt látsz most, nem csak álom,
cirmos macska ül fenn az ágon
és csak téged vár, kezdi már
az izgalmas mesét.
Láss csodát, macska ül fenn az ágon.
Figyelj és hallgasd hát szavát!
És most láss csodát, beszél itt minden állat,
kutya és macska jóbarát.
A disznó felcsap detektívnek,
a tehénkék mind jól tejelnek.
A kacsa oly' vén, bölcs és jó,
de sértődős a ló.
Láss csodát, macska ül fenn az ágon.
Figyelj és hallgasd hát szavát!
És most láss csodát, beszél itt minden állat,
kutya és macska jóbarát.
Láss csodát, macska ül fenn az ágon.
Figyelj és hallgasd hát szavát!
Láss csodát, beszél itt minden állat,
kutya és macska jóbarát.
Láss csodát!

## Magyar hangok
- Macska – Csankó Zoltán
- Delphine – Haffner Anikó
- Marinette – Somlai Edina
- Apa – Balázs Péter
- Anya – Sz. Nagy Ildikó
- Disznó – Kocsis György
- Kacsa – Harsányi Gábor
- Tanárnő – Várnagy Katalin
- Tanfelügyelő – Kardos Gábor

További magyar hangok: Bartucz Attila, Dallos Szilvia, Csere Ágnes, Csuha Lajos, Dallos Szilvia, Koncz István, Minárovits Péter, Némedi Mari, Pusztai Péter, Rudas István, Selmeczi Roland, Szerednyey Béla, Uri István, Varga Tamás, Végh Ferenc, Wohlmuth István, Zsolnai Júlia

## Epizódlista
| #  | Kód | Magyar cím           | Francia cím              |
| -- | --- | -------------------- | ------------------------ |
| 1  | 15  | A kutya              | Le chien                 |
| 2  | 6   | Az esőcsináló macska | La patte du chat         |
| 3  | 11  | A tehenek            | Les vaches               |
| 4  | 13  | A számtanpélda       | Le problème              |
| 5  | 7   | Az ökrök             | Les bœufs                |
| 6  | 8   | A páva               | Le paon                  |
| 7  | 5   | A gonosz gúnár       | Le mauvais jars          |
| 8  | 1   | A kacsa és a párduc  | Le canard et la panthère |
| 9  | 2   | A birka              | Les moutons              |
| 10 | 9   | Az elefánt           | L'éléphant               |
| 11 | 12  | A szarvas és a kutya | Le cerf et le chien      |
| 12 | 3   | A hattyúk            | Les cygnes               |
| 13 | 10  | A farkas             | Le loup                  |
| 14 | 4   | A szamár és a ló     | L'âne et le cheval       |
| 15 | 14  | A festőkészlet       | Les boîtes de peinture   |